# Марк Галесник
Марк Гале́сник (рос. Марк Ио́сифович Гале́сник; *9 вересня 1956, Куйбишев) — радянський та ізраїльський російськомовний прозаїк, сатирик, драматург, поет, головний редактор гумористичного видання «Бесэдер? Для тех, кому ещё смешно», яке виходило в Ізраїлі в 1991—2010 роках.
Закінчив факультет драматургії Літературного інституту ім. О.М.Горького в Москві, довгий час мешкав у Ленінграді. В 1990 році переїхав у Ізраїль, у передмістя Єрусалима Мевасерет-Ціон.
Галесник є автором п'єси «Одержима» (Одержимая) та низки інших творів.
Одружений, має сина і дочку.

## Книги
- «Зря в корень» (збірка фейлетонів про політичні реалії Ізраїлю 2006—2007 років)
- «В Куще событий. Не дельный комментарий Торы»
- «Уголок редактора. Избранные стихи из одноимённой рубрики в сатирическом еженедельнике "Бесэдер?"»
- «Пророков 48» (сатиричний роман)